# Технологічний брокер
Технологічний брокер — фізична або юридична особа, яка здійснює на постійній та(або) професійній основі посередницьку діяльність у сфері трансферу технологій, що пройшла відповідну державну акредитацію і отримала свідоцтво про акредитацію відповідно до порядку, затвердженого постановою Кабінету Міністрів України від 26.06.2007 р. № 861.
На ряду з поняттям «технологічний брокер», використовується «технологічний менеджер». Різниця в тому, що технологічний брокер потребує державної акредитації, а технологічний менеджер — ні. Технологічний брокер виконує оформлення угод про трансфер технологій, розроблених за державним замовленням, а також технологій, виготовлених за державний кошт. В тому числі, при експорті/імпорті військової техніки.
Уповноваженим державою посередником у здійсненні зовнішньоекономічної діяльності у сфері експорту та імпорту продукції і послуг військового та спеціального призначення є Державна компанія «Укрспецекспорт».

## Професійні об'єднання
27 квітня 2009 року відбувся перший в Україні брокерський з’їзд, в якому взяли участь представники регіональних центрів інноваційного розвитку Держінвестицій України, учасників та партнерів Української мережі трансферу технологій UTTN.
В травні 2010 року була легалізована Всеукраїнська громадська організація «Асоціація технологічних менеджерів і брокерів України».